# Musique émergente
 (octobre 2021).
La musique émergente est un terme québécois pour désigner la musique de la relève, de quelque genre que ce soit. Le plus souvent il s'agit toutefois de musique populaire, comme le rock, ou de musiques plus expérimentales comme certains styles de musique électronique.

## Diffusion
L'expression désigne souvent la musique non commerciale. Par conséquent, la diffusion de ce genre est presque limitée aux radios publiques. Certains festivals, bars et émissions de télévision s'y dédient aussi.
En règle générale, une station de radio commerciale évitera de diffuser ce type de musique tant que l'artiste ne sera pas suffisamment reconnu pour qu'un directeur artistique l'ajoute sur leur « playlist ». Diffuser de la musique émergente n'est habituellement pas formellement interdit, mais si un animateur le fait quand même, il prend un risque personnel si la chanson ou l'artiste ne plaît pas au public cible de son employeur, ce qui explique un certain niveau d'autocensure.

## Festivals
- Piknic Électronik
- Festival Elektra
- Pop Montréal
- Osheaga
- Francos de Montréal
- Festival d'été de Québec
- Festival OFF de Québec
- Envol et Macadam de Québec
- Festival de musique émergente
- Festival Consonance de St-Hyacinthe
- Festival du lac des nations de Sherbrooke
- Festival de la rentrée de Sherbrooke
- Festival de Tadoussac à Tadoussac
- Festival de l'Outaouais émergent à Gatineau
- Festival La Noce de Saguenay

## Salles de spectacle

### Montréal
- Le Barfly
- Café Chaos
- Casa del Popolo
- Divan Orange
- Quai des brumes
- Sala Rossa
- Le Swimming
- Café-Resto Bar L'Absynthe
- Les Foufounes électriques
- L'Esco

### Québec
- Le Pantoum
- L'Impérial
- Théâtre Petit Champlain
- L'ANTI
- Le Scanner
- La Ninkasi du Faubourg

### Sherbrooke
- Théâtre Granada
- Vieux Clocher de l'UdeS
- Café du palais

### Joliette
- L'Azile

### Rouyn-Noranda
- Petit théâtre du vieux Noranda

La scène Paramount
La scène des Patriotes
Bar le Groove
Café Bistro chez Bob
La Légion
Le Cabaret de la dernière chance

### Percé
- Pit Caribou

### Dolbeau-Mistassini
- Vox Populi:

### Alma
- Café du clocher

### Gatineau
- Le Minotaure
- Le Petit Chicago
- Le Troquet
- La Basoche
- La salle Jean-Despréz

### Trois-Rivières
- Café-Bar le Zénob

## Émissions de télévision
- Les pourris de talent

## Radio
- CISM-FM, Radio étudiante francophone à Montréal, Québec, Canada ( Pour le site )
- CHYZ FM, Radio étudiante francophone à Québec, Canada ( Pour le site )
- Bande à part, sur Radio-Canada. ( Pour le site )
- CKIA 88,3 FM Radio communautaire à Québec, Canada ( Pour le site )
- CKRL 89,1 FM Radio communautaire à Québec, Canada ( Pour le site )
- CJMD 96,9 FM Radio communautaire à Lévis, Canada ( Pour le site )
- CHUO 89,1 FM Radio communautaire à Ottawa-Gatineau, Canada ( Pour le site )
- CFAK 88,3 FM Radio étudiante francophone à Sherbrooke, Québec, Canada (Pour le site)

## Journaux (avec leur équivalent virtuel)
- BangBang un journal mensuel gratuit distribué à travers le Québec
- Voir un hebdomadaire gratuit avec des versions différentes selon la région.

## Divers
- Société pour la promotion de la relève musicale de l'espace francophone